# Wright Air Service
Wright Air Service — американская авиакомпания местного значения со штаб-квартирой в городе Фэрбанкс (Аляска, США).
Компания образована в 1967 году, порт приписки — Международный аэропорт Фэрбанкс.
Президентом авиакомпании и её генеральным директором является Роберт Барсел.

## Флот
По состоянию на июль месяц 2009 года воздушный флот авиакомпании Wright Air Service составляли следующие самолёты:
- 8 Cessna 208B Grand Caravan
- 2 Piper PA-31-350 Chieftain
- 1 Piper PA-31 Navajo
- 1 Cessna 206
- 1 Beechcraft A36 Bonanza
- 1 Helio Courier

## Маршрутная сеть авиакомпании
В июле 2009 года авиакомпания Wright Air Service выполняла регулярные пассажирские рейсы в следующие пункты назначения:
1. Аллакакет (AET) — Аэропорт Аллакакет
2. Анкчувек-Пасс (AKP) — Аэропорт Анкчувек-Пасс
3. Арктик-Вилладж (ARC) — Аэропорт Арктик-Вилладж
4. Беттлс (BTT) — Аэропорт Беттлс
5. Бёрч-Крик (KBC) — Аэропорт Бёрч-Крик
6. Колдфут (CXF) — Аэропорт Колдфут
7. Фэрбанкс (FAI) — Международный аэропорт Фэрбанкс
8. Форт-Юкон (FYU) — Аэропорт Форт-Юкон
9. Хьюс (HUS) — Аэропорт Хьюс
10. Гуслия (HSL) — Аэропорт Гуслия
11. Танана (TAL) — Аэропорт имени Ральфа Калхуна
12. Венети (VEE) — Венети